# Sanningen - och inget annat!
Sanningen - och inget annat! är en amerikansk komedifilm från 1941 i regi av Elliott Nugent. Filmen var den tredje på tre år som Bob Hope och Paulette Goddard gjorde tillsammans som huvudrollsinnehavare.

## Handling
Steve Bennett har tagit anställning som börsmäklare hos T.T. Ralston. Ralston vill att Steve säljer dåliga aktier till sina klienter, men han motsätter sig detta och menar att han kan lyckas med ärlighet. Han ingår ett vad med Ralston och två av hans kollegor om 10.000$ att han bara ska säga sanningen under 24 timmar. Men att säga sanningen till alla Steve möter är förenat med vissa problem.

## Rollista
- Bob Hope - Steve Bennett
- Paulette Goddard - Gwen Saunders
- Edward Arnold - T.T. Ralston
- Leif Erickson - Tommy Van Dusen
- Helen Vinson - Linda Graham
- Willie Best - Samuel
- Glenn Anders - Dick Donnelly
- Grant Mitchell - Mr. Bishop
- Catherine Doucet - Mrs. Van Dusen
- Rose Hobart - Harriet Donnelly
- Clarence Kolb - Mr. Van Dusen